# WNET
WNET, canal 13 (distinguido por su marca «THIRTEEN»), es una estación de televisión pública educativa no comercial que formalmente transmite desde Newark, Nueva Jersey, para el área de la ciudad de Nueva York. Originalmente su nombre era Educational Broadcasting Corporation, antecesora del actual PBS. La estación cuenta con estudios en Manhattan y su transmisor principal está ubicado en la cima del rascacielos One World Trade Center.

## Producciones originales
WNET ha producido, creado y presentado muchos programas para PBS. Estos son algunos:
- Amanpour & Company (2018-presente)
- American Masters (1983-presente)
- Australia: más allá de la orilla fatal (2000)
- Informes de Bill Moyers: Earth On Edge (2001)
- Barney & Friends (1992-2010) (Serie original) **
- Diario negro
- Bob el constructor (2005-2018) **
- Charlie Rose (1991-2017)
- Casa colonial (2004)
- Cyberchase (2002-presente)
- Dickens (2003)
- ADN (2003)
- La gran máquina del sueño americano (1971-1972)
- Grandes actuaciones (1972-presente)
- En vivo desde el Lincoln Center (1976-presente)
- La mente
- Nature (1982-presente)
- AHORA
- El ascenso y la caída de Jim Crow (2002)
- Estación de tiempo brillante
- El poder del arte de Simon Schama
- La historia del inglés
- Tavis Smiley (2004-2017)
- Thomas y sus amigos (2004-2017) **